# Giampiero Pastore
Giampiero Pastore (ur. 7 maja 1976 w Salerno) – włoski szablista, dwukrotny medalista olimpijski i pięciokrotny medalista mistrzostw świata.
Na igrzyskach olimpijskich w Sydney w 2000 roku zajął ósme miejsce w rywalizacji drużynowej. Podczas rozgrywanych cztery lata później igrzysk olimpijskich w Atenach razem z Aldo Montano i Luigim Tarantino zdobył srebrny medal w zawodach drużynowych. Indywidualnie zajął tam 22. miejsce. Brał też udział w igrzyskach olimpijskich w Pekinie w 2008 roku, gdzie reprezentacja Włoch w składzie: Aldo Montano, Diego Occhiuzzi, Giampiero Pastore i Luigi Tarantino zdobyła brązowy medal w rywalizacji drużynowej.
Podczas mistrzostw świata w Lizbonie w 2002 roku razem z kolegami z reprezentacji zdobył srebrny medal drużynowo. Następnie Włosi z Pastore w składzie zdobywali srebrne medale na mistrzostwach świata w Lipsku (2005) i mistrzostwach świata w Antalyi (2009) oraz brązowe podczas mistrzostw świata w Petersburgu (2007) i mistrzostw świata w Katanii (2011).
Wielokrotnie zdobywał medale mistrzostw Europy, w tym złote drużynowo podczas mistrzostw Europy w Płowdiwie w 2009 roku i mistrzostw Europy w Sheffield w 2011 roku.